# Step OK
StepOK 图形实验室 是一个致力于图像处理应用技术研发的工作室。
官方对于名字的解释是‘完成目标的那一步’。

## 产品列表
- S-Demo
- Turbo Photo
- 轻松换背景
- Screen2EXE
- StepOK RAW 导入器
- 网络贴图快